# Сепаратор тертя

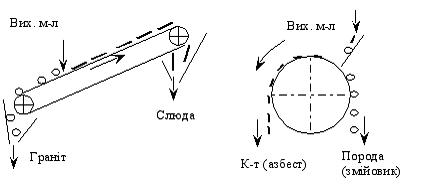
Сепаратори тертя: а — стрічковий; б — барабанний

Сепаратор тертя — пристрій для збагачення мінералів, в якому використана різниця коефіцієнта тертя збагачуваного матеріалу і породи об сталеву пластину (днище металевого жолоба). Розділення, як правило, здійснюється на похилій поверхні. Частинки, що розрізняються коефіцієнтом тертя, рухаються з різною швидкістю, мають різну траєкторію і розвантажуються у відповідні приймачі.
Напр., внаслідок меншого тертя вугільні грудки набувають у своєму русі більшої швидкості, проскакують над зазором у днищі, і вивантажуються в більш віддалений збірник, а порода з меншою швидкістю провалюється у зазор. Застосовуються для збагачення азбесту, слюди, для розділення вугілля і породи (рис.). С.т. використовуються здебільшого для сухого виділення з крупних та середніх сортів енергетичного вугілля (антрациту) плоских шматів вуглистого сланцю («плоскушки»). На рис. показаний площинний сепаратор для розділення вугілля і породи, що складається з площини з відбивачами і щілинами, розташованими в шаховому порядку.
У стрічкових сепараторах продукти, що розділяються, рухаються в різні сторони. Округлі скочуються вниз від точки завантаження, плоскі підіймаються вгору. Точка завантаження розміщується на відстані 1/3 довжини стрічки від її нижнього краю.
У барабанних сепараторах частинки, що розділяються, також переміщаються в різних напрямах.